# دوغلاس داي
دوغلاس داي (بالإنجليزية: Douglas Day)‏ هو كاتب أمريكي، ولد في 1 مايو 1932 في كولون (بنما) في بنما، وتوفي في 10 أكتوبر 2004 في فرجينيا في الولايات المتحدة.